# 笹川大橋
笹川大橋（ささがわおおはし）は、福島県郡山市の阿武隈川に架かる郡山市道1-61号小川笹川一丁目線の道路橋である。

## 概要
- 全長：191.984m
  - 主径間：52.5m
- 幅員：8.0(12.5)m（暫定2車線）
- 形式：4径間連続鋼床版箱桁橋
- 施工：JFEエンジニアリング
- 竣工：2018年[1]

郡山市街地南部にて一級水系阿武隈川を渡る。また、橋上で東北新幹線第三阿武隈川橋梁と交差する。西詰は笹川一丁目に位置し、福島県道355号須賀川二本松線と接続する。東詰は田村町徳定字中河原に位置し、日本大学東北高等学校の南隣に至る。都市計画道路笹川大善寺線の主要構造物として建設され、2019年9月15日に当路線の全線暫定2車線開通とともに供用が開始された。当橋梁の開通により、上流に架かる幅員の狭い永徳橋の交通量削減や、市街地を通る国道49号の慢性的な混雑の緩和などが期待されている。
1988年度より橋梁架設の事業が計画されていたが、東側に隣接する徳定地区の土地区画整理事業の進展に合わせ1995年度より着手された。しかし土地区画整理事業が採算性などを理由に一時中断したことから当路線の整備も宙に浮いた状態となった。その後土地区画整理事業の事業見直しにより2006年度より下部工工事が再開、この間に橋梁の耐震基準が改定されたことから設計の見直しも行われた。2016年より上部工工事が行われ2018年に竣工し、2018年度末に開通予定だったが、工事請負業者の倒産による再入札が必要であったためさらに工期が延長し、予定より半年後の2019年9月15日に供用が開始された。
なお、日本大学工学部前の日大通りから笹川大橋には直接アクセス不能なため、周辺には案内看板が立てられた。日大通り周辺には学校が多く点在し朝夕は安積永盛駅を利用する歩行者や自転車が多く、旧来からかけられていた上流側の歩道がない永徳橋を利用する人が多いが、2021年（令和3年）12月現在、阿武隈川堤防整備に合わせて日大通りから直接アクセス可能な堤防取り付け道路を整備しており、その完成によって自転車や歩行者は笹川大橋を渡って安積永盛駅方面に向かうことが可能になる予定である。また、笹川大橋の4車線化に向けた橋梁下部整備工事も併せて行われている。

## 周辺
- 日本大学工学部
- 日本大学東北高等学校
- ケーヨーデイツー安積店

## 隣の橋
（上流）永徳橋 - 東北新幹線第三阿武隈川橋梁 - 笹川大橋 - 日ノ出橋 - 金山橋（下流）